# Иолла (отец Антипатра)
Иолла (др.-греч. Ioλλας) — отец государственного деятеля Древней Македонии IV века до н. э. Антипатра.
Как отметил историк Дж. Грейнджер, Иолла, вне сомнения, был влиятельным человеком. Согласно византийскому словарю «Суда», Иолла был из Палиуры. Этот город располагался в Халкидиках, но его точное местонахождение неизвестно.
Возможно, именно об этом Иолле сообщает Фукидид в своей «Истории», описывая события 432 года до н. э. Тогда македонский царь Пердикка II в очередной раз изменил Афинам и выступил на стороне потидян и отряда пелопоннесцев  во время событий, связанных с осадой Потидеи. Правителем на своё место Пердикка назначил Иоллу.
Сыновьями Иоллы были Антипатр и Кассандр.